# Īlias Yfantīs
Īlias Yfantīs (in greco: Ηλίας Υφαντής; 29 luglio 1936) è un ex calciatore greco, di ruolo attaccante.
È citato anche come Ilias.

## Carriera

### Club
Ha giocato con l'Olympiakos. Nella Coppa dei Campioni 1959-1960 ha preso parte a due incontri.

### Nazionale
Dal 1957 al 1960 ha giocato 7 partite con la nazionale greca.

## Palmarès

### Club

#### Competizioni nazionali
- Campionato greco: 2

Olympiakos: 1957-1958, 1958-1959
- Coppa di Grecia: 5

Olympiakos: 1957-1958, 1958-1959, 1959-1960, 1960-1961, 1962-1963

#### Competizioni internazionali
- Coppa dei Balcani: 1

Olympiakos: 1961-1963